# Peacock
"Peacock" je pjesma američke pjevačice Katy Perry s njenog drugog studijskog albuma Teenage Dream. Pjesma je uglavnom dobila negativne ocjene od glazbenih kritičara iako se uspjela plasirati na 59. poziciju ljestvice u Kanadi i 1. mjesto američke ljestvice Hot Dance Club Songs.

## Kritički osvrt
"Peacock" je dobila uglavnom negativne ocjene od kritičara, uglavnom zbog stiha "cock, cock, cock". Iz Allmusica su rekli da “Perry nas šokira svom vulgarnošću, tražeći od dečka da joj pokaže njegovog “pauna”. Sva ova provokacija je nepotrebna.”. Slant magazine je rekao da će “svaka ocjena albuma spomenuti ovu pjesmu”. USA Today je savjetao svoje čitatelje da preskoče pjesmu kad budu slušali album. 

## O pjesmi
"Peacock" je dance-pop pjesma, s up-tempo dance ritmom, koja traje 3 minute i 52 sekunde. Kada su je pitali za pjesmu, Perry je rekla:„Nadam se da će biti velika gay himna, paunovi predstavljaju dosta individualnosti.” Također je rekla da njena izdavačka kuća nije htjela pjesmu na albumu zbog riječi ‘cock’ : „Svi u mojoj izdavačkoj kući su bili zabrinuti zbog riječi ‘cock’, ali tako su i radili s „I Kissed a Girl”. Rekli su mi da pjesmu nevide kao singl, da je uopće nevide na albumu. Ja sam im samo rekla da su idioti.”

## Top liste
| Top liste (2010.)          | Najviša pozicija |
| -------------------------- | ---------------- |
| Kanada                     | 56               |
| Česka                      | 52               |
| UK                         | 125              |
| SAD (Hot Dance Club Songs) | 1                |

## Vanjske poveznice
- Video s tekstom pjesme na YouTube-u